# Christoph Wilhelm von Koch

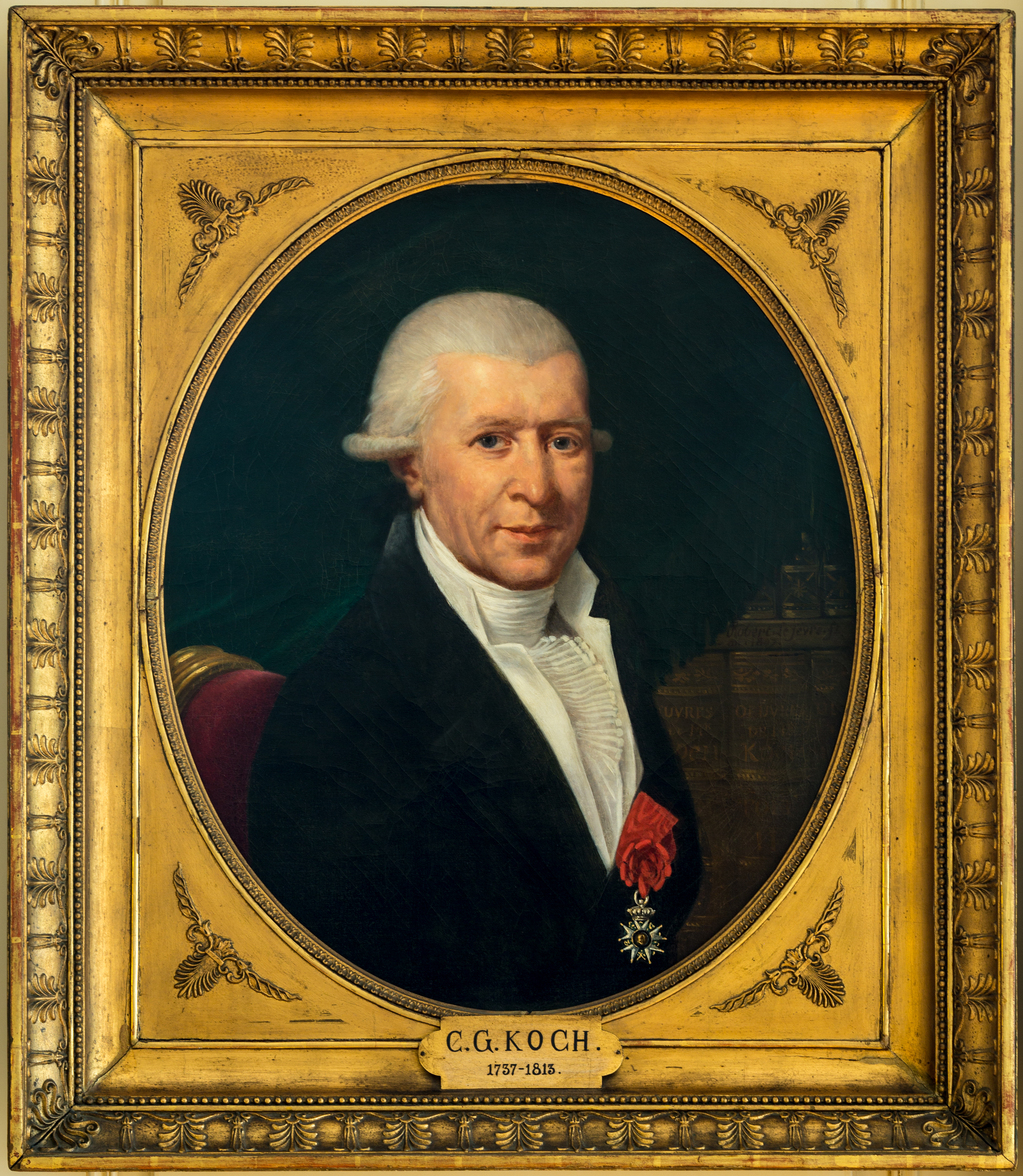
Christoph Wilhelm Koch (Ölgemälde, heute im Besitz des Domkapitels der Thomaskirche in Straßburg)

Christoph Wilhelm Koch, ab 1777 Edler von Koch (französisch Christophe Guillaume Koch, * 9. Mai 1737 in Buchsweiler (Oberelsass); † 24. Oktober 1813 in Straßburg) war ein elsässischer Hochschullehrer für Staatsrecht und Geschichte, Schriftsteller, Bibliothekar, Diplomat und Politiker. Er wurde im Jahr 1777 mit zwei Brüdern von Kaiser Joseph II. in den Adelstand erhoben.

## Herkunft
Seine Eltern waren hessen-darmstädtische Kammerrat Johann Reinhard  Koch (1697–1755) und dessen Ehefrau Susanna Dorothea Fleischmann (1698–1767).

## Akademische Laufbahn
Christoph Wilhelm Koch war zunächst von 1763 bis 1771 Assistent des Historikers Johann Daniel Schöpflin, wurde 1772 Professor und schließlich Ehrenrektor der Universität Straßburg, einer, folgt man Eberhard Weis und Jürgen Voss, damals sowohl im französischen als auch im deutschen Raum führenden Hochschule.
1779 wurde ihm von der Regierung von Hannover ein ordentlicher Lehrstuhl an der Universität Göttingen angeboten. Sein Bruder Conrad Reinhard kontaktierte daraufhin den französischen Gesandten am Reichstag in Regensburg, Marquis de Bombelles, um für ihn die Erlaubnis des Französischen Außenministers zu erreichen, unter Wahrung seiner Rechte als französischer Untertan in fremde Dienste treten zu dürfen. Letzten Endes wurde aber durch eine Erhöhung der Besoldung Kochs erreicht, dass er in Straßburg blieb. 1782 wurde er schließlich auch dort noch ordentlicher Professor und bekam nach zehn Jahren auch einen planmäßigen Lehrstuhl.

## Schüler
Zu den Schülern Kochs in Straßburg zählten (in der Reihenfolge ihres Studiums) Johann Wolfgang von Goethe, der ihn auch in seinem Werk „Dichtung und Wahrheit“ erwähnt, Maximilian von Montgelas und Klemens Wenzel Lothar von Metternich sowie sein eigener Neffe und späterer bayerischer Außenminister, Friedrich August Freiherr von Gise neben vielen weiteren späteren Diplomaten und Politikern aus ganz Europa. Als Professor der genannten, aber auch durch seine Tätigkeit als staatsrechtlicher Gutachter und in verschiedenen politischen Ämtern nahm er nicht unbedeutenden politischen Einfluss. Während Weis seinen Einfluss auf Goethe und Metternich als nicht allzu groß einschätzt, konstatiert er zwischen Christoph Wilhelm von Koch und Montgelas eine dauerhafte Verbindung und damit einen bleibenden Einfluss Kochs; so zum Beispiel in der Frage der staatlichen Kirchenhoheit, in der Montgelas Kochs „staatliche Souveränität auf kirchlichem Gebiet“ sogar noch vom protestantischen auf den katholischen Bereich ausdehnt, aber auch auf die bayerische Konstitution von 1808, durch die von Koch mitgeschriebene Verfassung des Königreichs Westphalen. Auch die Art und Weise, wie Montgelas später rechtliche Ansprüche „durch das Studium und die Interpretation älterer Urkunden und Akten“ untermauerte, schreibt Weis dem Studium bei Koch zu.

## Diplomatie und Politik

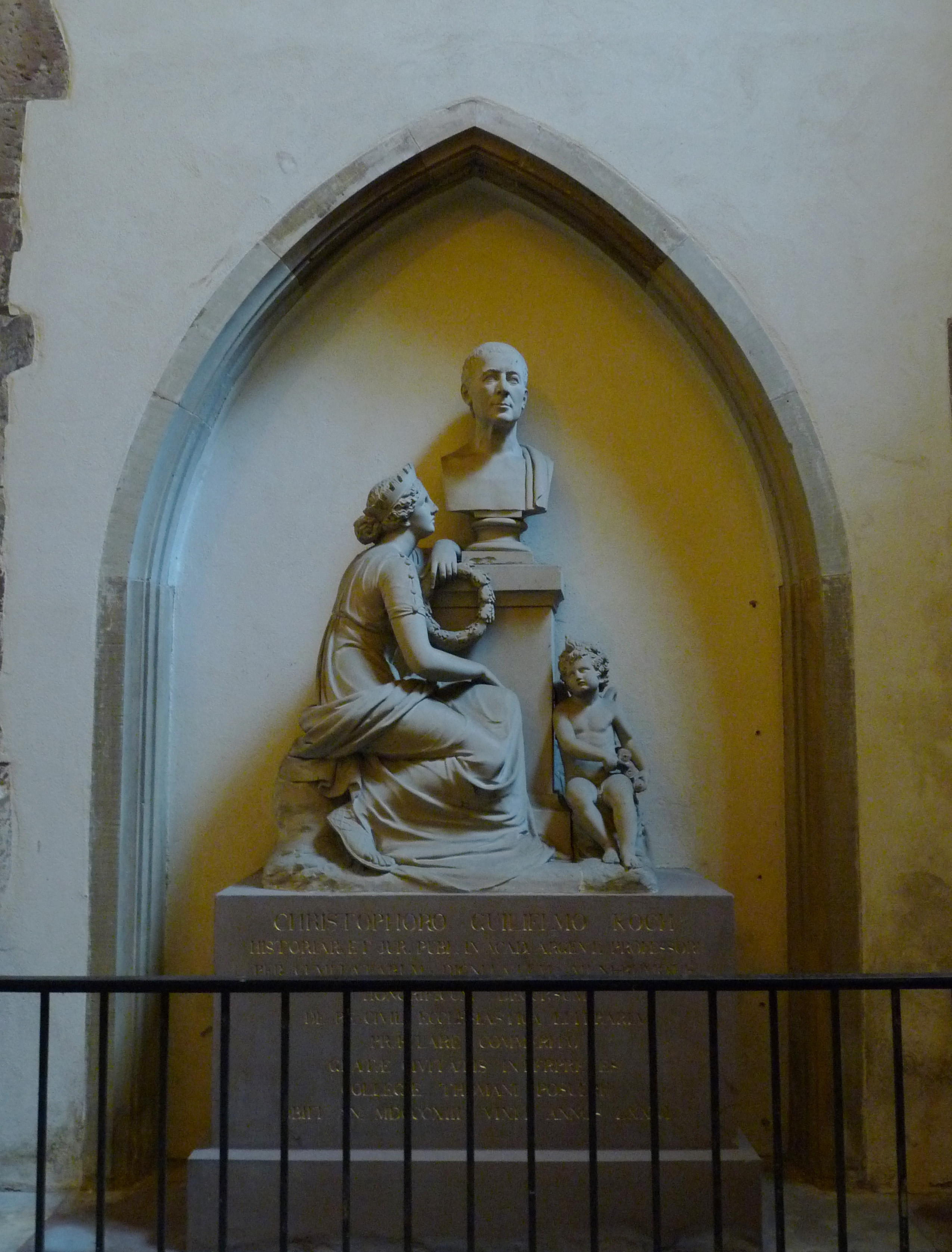
Grabmal Christoph Wilhelm Kochs von Landolin Ohmacht in der Straßburger Thomaskirche

Dem politischen Wirken Kochs, vor allem in den Jahren 1790 bis 1792, widmete Jean Richerateau die Abhandlung „Le Rôle Politique du Professeur Koch“. Staatsrechtlicher Gutachter war Koch bereits unter dem Ancien Régime, ebenso während der Revolution als Abgeordneter der Nationalversammlung und während der Herrschaft Napoleons als Mitglied des Staatsrats, als das er wohl auch bei dessen Krönung anwesend war. Schwerpunkt seines eigenen politischen Wirkens war vor allem in der Zeit der Revolution die Vertretung der Interessen der Elsässer Protestanten. Da er sich dabei einiges Ansehen erworben hatte, wurde er 1791 in den Straßburger Distriktsrat, kurz darauf in das Distrikts-Direktorium und wiederum bald darauf als Abgeordneter des niederrheinischen Departements in die Nationalversammlung gewählt, wo er Vorsitzender des diplomatischen Ausschusses wurde. Während der Schreckensherrschaft war er zehn Monate in Straßburg in Haft und wurde nach deren Sturz Verwalter des Domänenbüros des niederrheinischen Departements. Er behielt diese Verwaltungsämter jedoch nur sehr kurze Zeit und wandte sich bald wieder Wissenschaft, Schriftstellerei und Diplomatie zu.
Im Frühjahr 1797 traf er seinen Bruder, den Reichstagsgesandten Conrad Reinhard, in Regensburg und schickte daraufhin einen „Bericht über die Auffassung der Regensburger Diplomaten über das Verhältnis des Reiches zu Frankreich“ nach Paris. Beim Rastatter Kongress zur Umsetzung der Beschlüsse des Frieden von Campo Formio war er als Berater tätig. Später wurde er als Tribun nach Paris berufen, was er bis zur Auflösung des Tribunats 1807 blieb. 1804 bekam er das Kreuz der Ehrenlegion aus der Hand von Napoleon. Eine Stelle als Minister-Staatssekretär beim König des neuen Königreichs Westphalen, Jérôme Bonaparte, in Kassel lehnte er mit Verweis auf sein hohes Alter ab.

## Lebensende
Nach Aufgabe seiner politischen Ämter im Alter von 70 Jahren ging Koch die letzten sechs Jahre seines Lebens ausschließlich der Wissenschaft nach. Im Sommer 1813 erkrankte er und starb am 24. Oktober 1813 unverheiratet im Alter von 76 Jahren in Straßburg, wo ihm in der Thomaskirche ein Denkmal gesetzt wurde.